# 傅维祚
傅维祚，四川长寿（今重庆长寿）人，清朝政治人物。监生出身。
傅维祚曾于1875年接替冯寿镜任宝山县知县一职，1875年由冯寿镜接任。